# Episodi di Heartland (terza stagione)
La terza stagione della serie televisiva Heartland è andata in onda sulla rete canadese CBC dal 4 ottobre 2009 al 28 marzo 2010. 
In Italia è stata trasmessa su Rai Uno dal 2 luglio al 25 luglio 2012.
| nº | Titolo originale            | Titolo italiano         | Prima TV Canada  | Prima TV Italia |
| -- | --------------------------- | ----------------------- | ---------------- | --------------- |
| 1  | Miracle                     | La ragazza dei miracoli | 4 ottobre 2009   | 2 luglio 2012   |
| 2  | Little Secrets              | La piccola Taylor       | 11 ottobre 2009  | 3 luglio 2012   |
| 3  | Man's Best Friend           | Il ballo di fine anno   | 18 ottobre 2009  | 4 luglio 2012   |
| 4  | The Haunting of Hanley Barn | Lo stalliere fantasma   | 25 ottobre 2009  | 5 luglio 2012   |
| 5  | Glory Days                  | Giorni di gloria        | 1º novembre 2009 | 6 luglio 2012   |
| 6  | Growing Pains               | Il coguaro              | 8 novembre 2009  | 9 luglio 2012   |
| 7  | The Starting Gate           | L'ingrediente segreto   | 15 novembre 2009 | 10 luglio 2012  |
| 8  | The Fix                     | La scelta d i Lily      | 22 novembre 2009 | 11 luglio 2012  |
| 9  | Broken Arrow                | Cena a sorpresa         | 6 dicembre 2009  | 12 luglio 2012  |
| 10 | Eye of the wolf             | In soccorso             | 3 gennaio 2010   | 13 luglio 2012  |
| 11 | Catch and Release           | Il lupo                 | 10 gennaio 2010  | 16 luglio 2012  |
| 12 | The Reckoning               | Il ritorno di Victor    | 17 gennaio 2010  | 17 luglio 2012  |
| 13 | Quarantine                  | Quarantena              | 24 gennaio 2010  | 18 luglio 2012  |
| 14 | The Happy List              | La lista dei desideri   | 31 gennaio 2010  | 19 luglio 2012  |
| 15 | Second Chances              | La damigella d'onore    | 7 marzo 2010     | 20 luglio 2012  |
| 16 | Spin Out                    | I ritorno di Caleb      | 14 marzo 2010    | 23 luglio 2012  |
| 17 | Ring of Fire                | L'anello di fuoco       | 21 marzo 2010    | 24 luglio 2012  |
| 18 | In the Cards                | Le carte non mentono    | 28 marzo 2010    | 25 luglio 2012  |